# Red Auerbach
Arnold Jacob "Red" Auerbach, född 20 september 1917 i Brooklyn, död 28 oktober 2006 i Washington, D.C., var en amerikansk legendarisk baskettränare. Han blev bland annat NBA-mästare nio gånger med Boston Celtics (1957, 1959–1966) och priset NBA Coach of the Year Award, som han vann 1965, går även under namnet Red Auerbach Trophy.

## Lag
- Washington Capitols (1946–1950)
- Tri-Cities Blackhawks (1949–1950)
- Boston Celtics (1950–1966)